# Widłoząb kędzierzawy

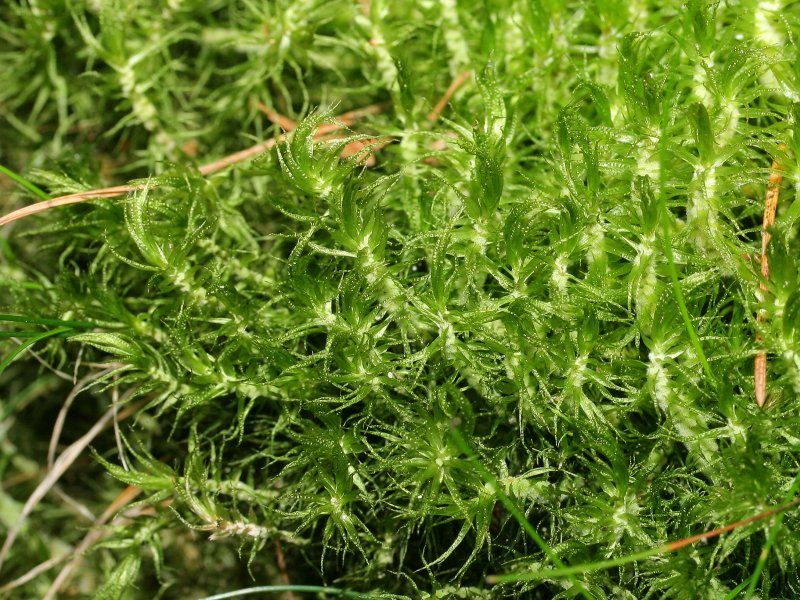
Wygląd darni

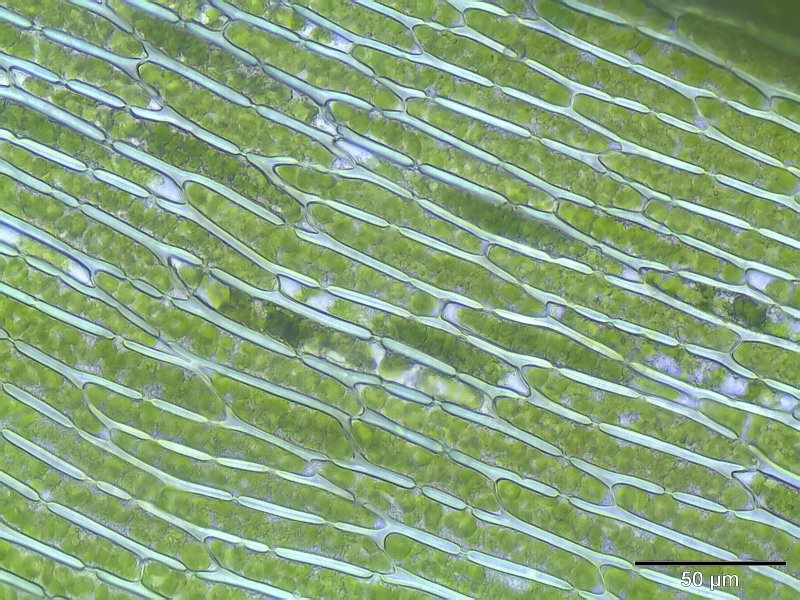
Komórki blaszki liściowej

Widłoząb kędzierzawy (Dicranum polysetum Sw.) – gatunek mchu należący do rodziny widłozębowatych (Dicranaceae).

## Rozmieszczenie geograficzne
Występuje w Europie, w Himalajach i na Syberii oraz w Ameryce Północnej. W Polsce gatunek pospolity na niżu, w górach rzadziej.

## Morfologia
Darnie luźne, żółtozielone, nieco błyszczące. Mech ortotropowy o łodygach długości 6–12 cm, prawie do szczytu okrytych chwytnikami (na dole żółtobrązowymi, u góry jaśniejszymi). Listki odstające od łodyżki, lancetowate, długości do 10 mm i szerokości 2 mm, w stanie suchym silnie poprzecznie pomarszczone. W górnej połowie listki ostro, głęboko piłkowane i lekko, sierpowato zgięte. Żebro nie dochodzi do szczytu listka. Puszka jest silnie zgięta, cylindryczna z podłużnymi bruzdami. Wieczko z długim dzióbkiem, perystom pojedynczy z 16 ząbków podzielonych do połowy. Seta czerwonawa. Sporogony czasem występują po kilka na jednej łodyżce. W Polsce sporogony pojawiają się rzadko. Zarodniki zielonawe, słabo brodawkowane.

## Nazewnictwo
W polskiej literaturze gatunek ten znany jest także pod nazwami: widłoząb falisty oraz widłoząb wieloszczecinkowy.

## Ekologia
Żyje na kwaśnym piaszczystym podłożu w widnych borach sosnowych i na skałach.

## Ochrona
Gatunek jest objęty w Polsce ochroną częściową od 2004 roku. Status ochronny został utrzymany w Rozporządzeniu Ministra Środowiska z dnia 9 października 2014 r. w sprawie ochrony gatunkowej roślin.